# Dolley Madison
Dolley Madison (n. 20 mai 1768 - d. 12 iulie 1849) a fost soția lui James Madison, Președinte al Statelor Unite ale Americii. A fost Prima Doamnă a Statelor Unite ale Americii între 4 martie 1809 și 4 martie 1817.